# Weidener Bucht
Die Weidener Bucht ist eine naturräumliche Untereinheit im nördlichen Oberpfälzischen Hügelland. Die Weidener Bucht ist eines der in Nordostbayern am Südwestrand der Böhmischen Masse gelegenen Permokarbonvorkommen. Zusammen mit dem Erbendorfer Trog wird die Weidener Bucht als Weidener Becken bezeichnet.

## Naturräumliche Zuordnung und Gliederung
Die Weidener Bucht ist ein untergeordneter Naturraum im Weidener Becken im Norden des Oberpfälzischen Hügellandes.
Da von den Einzelblättern 1:200.000 zum Handbuch der naturräumlichen Gliederung Deutschlands das Blatt 154/155 Bayreuth nicht erschienen ist, existiert für den Nordteil des Oberpfälzischen Hügellandes keine Feingliederung. Die Weidener Bucht wird aber regelmäßig in einschlägiger Fachliteratur als Naturraum erwähnt.

## Wichtige Orte
- Weiden in der Oberpfalz
- auf dem Gebiet des Landkreises Neustadt an der Waldnaab
  - Bechtsrieth
  - Mantel
  - Schirmitz
  - Weiherhammer

## Geografie
Die Weidener Bucht wird im Südwesten und im Osten vom Vorderen Oberpfälzer Wald, der zum kristallinen Grundgebirge gehört, begrenzt. Im Osten ist die Weidener Bucht durch die Fränkische Linie von der Zone von Erbendorf-Vohenstrauß, welche Bestandteil des Vorderen Oberpfälzer Waldes ist, abgegrenzt. Im Süden grenzt der Kohlberger Höhenrücken an die Weidener Bucht. Im Südosten grenzt ebenfalls der Vordere Oberpfälzer Wald an. Im Norden taucht das Permokarbon der Weidener Bucht unter triassische klastische Sedimente ab.

## Geologie
Die Rotliegend-Sedimente der Weidener Bucht entstanden unter Wüstenklima aus dem Abtragungsschutt des variszischen Gebirges im Anschluss an die tropisch bis subtropisch geprägte Karbonzeit, in der in der Gegend der Weidener Bucht ausgedehnte Sumpfwälder zu finden waren.
Die Weidener Bucht wird von der Naab etwa in nord-südlicher Richtung durchschnitten, junge alluviale Fächersedimente überlagern deswegen im zentralen Teil Ablagerungen aus dem Erdaltertum.